# Konstantīns Pēkšēns
Konstantīns Pēkšēns (* 8. März 1859 in der Gemeinde Mazsalaca, Gouvernement Livland; † 23. Juni 1928 in Bad Kissingen) war einer der ersten professionellen lettischen Architekten. In Riga wurden nach seinen Entwürfen ungefähr 250 Bauten errichtet.

## Leben
Pēkšēns Eltern waren Bauern im Gut Nuķu bei Mazsalaca. 1869, als Konstantīns 10 Jahre alt war, zog die Familie in die Stadt nach Riga.
Er war der erste lettische Architekt, der seine Ausbildung am Rigaer Polytechnikum erhielt. Nachdem er zuerst bei Jānis Frīdrihs Baumanis gearbeitet hatte, leitete er ab 1886 sein eigenes Architekturbüro.
Zu Anfang des 20. Jahrhunderts gründete er zusätzlich eine Montagefirma für Zentralheizungen, die zur größten ihrer Art in Riga wurde und bis 1940 bestand.
Neben seiner geschäftlichen Arbeit war Pēkšēns Mitglied der Rigaer Lettischen Gesellschaft und ab 1909 Abgeordneter im Stadtrat von Riga. Er beteiligte sich an der Herausgabe mehrerer lettischsprachiger Zeitschriften.
Pēkšēns starb 1928 während eines Kuraufenthalts in Bad Kissingen und wurde auf dem Waldfriedhof Riga begraben.
- Viele später erfolgreiche lettische Architekten (zb: Laube, Vanags, Pole, Malvess) arbeiteten zu Anfang des 20. Jahrhunderts in der Werkstatt von Pēkšēns
- In Riga ist eine Straße nach Pēkšēns benannt

## Werk
Die ersten Bauten Pēkšēns wurden in traditioneller eklektischer Manier ausgeführt. Bauten wie der Berga bazārs (heute Kulturhaus "Draudzība") haben einen gleichmäßigen Rhythmus mit dekorativen Elementen. Als einer der ersten befreite sich Pēkšēns von den kompositionellen Normen des Eklektizismus und wendete sich dem zeitgenössischen Jugendstil zu. Bauten wie die Mietshäuser Smilšu ielā 2 und Strēlnieku ielā 6 tragen reichhaltige ornamentale dekorative Verzierungen. Weitere Jugendstil-Mietshäuser im national-romantischen Stil befinden sich in Brīvības ielā 192 und Alberta ielā 12. Das letztere beherbergt seit 2009 ein Museum für Jugendstil.